# 罗牛山农场
罗牛山农场，是中华人民共和国海南省海口市美兰区下辖的一个类似乡级单位。

## 行政区划
下辖以下地区：
罗牛山农场虚拟生活区。